# Chiara Leone
Chiara Leone (Rheinfelden, 15 de junio de 1998) es una deportista suiza que compite en tiro, en la modalidad de rifle.
Participó en los Juegos Olímpicos de París 2024, obteniendo una medalla de oro en la prueba de rifle 3 posiciones 50 m.
Ganó una medalla de oro en el Campeonato Mundial de Tiro de 2023 y tres medallas en el Campeonato Europeo de Tiro, en los años 2022 y 2024.

## Palmarés internacional
| Juegos Olímpicos   | Juegos Olímpicos    | Juegos Olímpicos  | Juegos Olímpicos                 |
| Año                | Lugar               | Medalla           | Prueba                           |
| ------------------ | ------------------- | ----------------- | -------------------------------- |
| 2024               | París (Francia)     | Medalla de oro    | Rifle 3 posiciones 50 m          |
| Campeonato Mundial |                     |                   |                                  |
| Año                | Lugar               | Medalla           | Prueba                           |
| 2023               | Bakú (Azerbaiyán)   | Medalla de oro    | Rifle en pos. tendida 50 m mixto |
| Campeonato Europeo |                     |                   |                                  |
| Año                | Lugar               | Medalla           | Prueba                           |
| 2022               | Hamar (Noruega)     | Medalla de bronce | Rifle 10 m mixto                 |
| 2022               | Breslavia (Polonia) | Medalla de bronce | Rifle en pos. tendida 50 m mixto |
| 2024               | Osijek (Croacia)    | Medalla de oro    | Rifle 3 posiciones 50 m          |